# Smörsopp
Smörsopp (Suillus luteus) är en sopp som förekommer i hela Sverige och växer i tallskog. Soppen har gula rör och vit fot med ring samt brun hatt, samt en slemmig hatthud som går lätt att dra av. Smörsoppen är en uppskattad matsvamp, men den sega, slemmiga hatthuden kan ge matsmältningsproblem, samt förstöra annan svamp som soppen förvaras med. Därför rekommenderas ofta att hatthuden dras bort från plockad smörsopp, gärna redan i skogen.
Smörsopp kan liksom andra svampar i släktet Suillus orsaka allergiska reaktioner hos vissa människor.
Smörsoppen är i vissa regioner i världen en uppskattad matsvamp, och svenska webbsidan Svampguiden ger den fyra av fem stjärnor. Då den inte har någon distinkt smak, är den god att blanda med annan svamp i till exempel pytter, köttfärssås, grytor. Det ryska namnet maslyata och polska maślaki kommer från ord som syftar på smörighet, och liknar på det sättet det svenska namnet.
Smörsoppen är Dalslands landskapssvamp.